# Oud Verlaat
Oud Verlaat is een buurtschap in de gemeente Zuidplas (voorheen Zevenhuizen-Moerkapelle).
De buurtschap ligt ten noordoosten van Rotterdam tussen de rivier de Rotte en de Zevenhuizerplas, en wordt omsloten door het dorp Bergschenhoek (gem. Lansingerland), de buurtschap de Vijfhuizen, het dorp Zevenhuizen en de Rotterdamse wijken Nesselande, Zevenkamp en Ommoord.
Oud Verlaat heeft een basisschool (cbs 'De Nessevliet'), multifunctioneel centrum 'De Vierkap', een horecagelegenheid (Cafe Oud Verlaat) en een hervormde kapel aan de Vlietkade. In het zuidwesten van Oud Verlaat bevindt zich het Nessebos.
Vroegere namen voor Oud Verlaat zijn Zwanlasche Verlaat en Sootjesvis (naar de herberg). Nadat er een nieuw verlaat in de buurt van Zevenhuizen was gebouwd werd het Zwanlasche Verlaat het oude verlaat genoemd en dat is door de eeuwen heen veranderd in Oud Verlaat. Een deel van wat nu Oud Verlaat is, heette vroeger Kikkershoek.
Het oudste gebouw in Oud Verlaat is de herberg Sootjesvis. Het is herkenbaar aan zijn trapgevel. Thans is de herberg een café.
In de nabijgelegen Rotterdamse wijk Zevenkamp ligt de metrohalte Nieuw Verlaat aan Metrolijn B.

## Geschiedenis

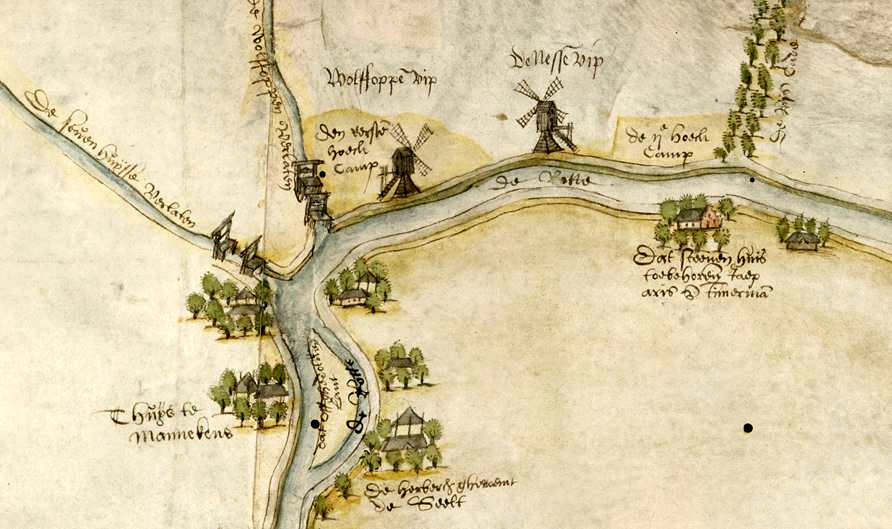
Oud Verlaat in 1566

In Oud Verlaat lagen vroeger twee verlaten, het Zwanlasche verlaat en het Wollefoppenverlaat, beide genoemd naar de achterliggende polder. Het Zwanlasche verlaat is vermoedelijk al in de 15e eeuw gesticht, het Wollefoppenverlaat is van later datum. Op de kaart van de rivier de Rotte van Jan Jansz. Potter uit 1566 zijn beide verlaten ingetekend.
Van 1884 tot 1966 was er over de Rotte tussen Oud Verlaat en Bergschenhoek een kabelveerpont. Vanaf de Eerste Wereldoorlog tot aan de opheffing was Janus Blom hier de veerman.

## Afbeeldingen

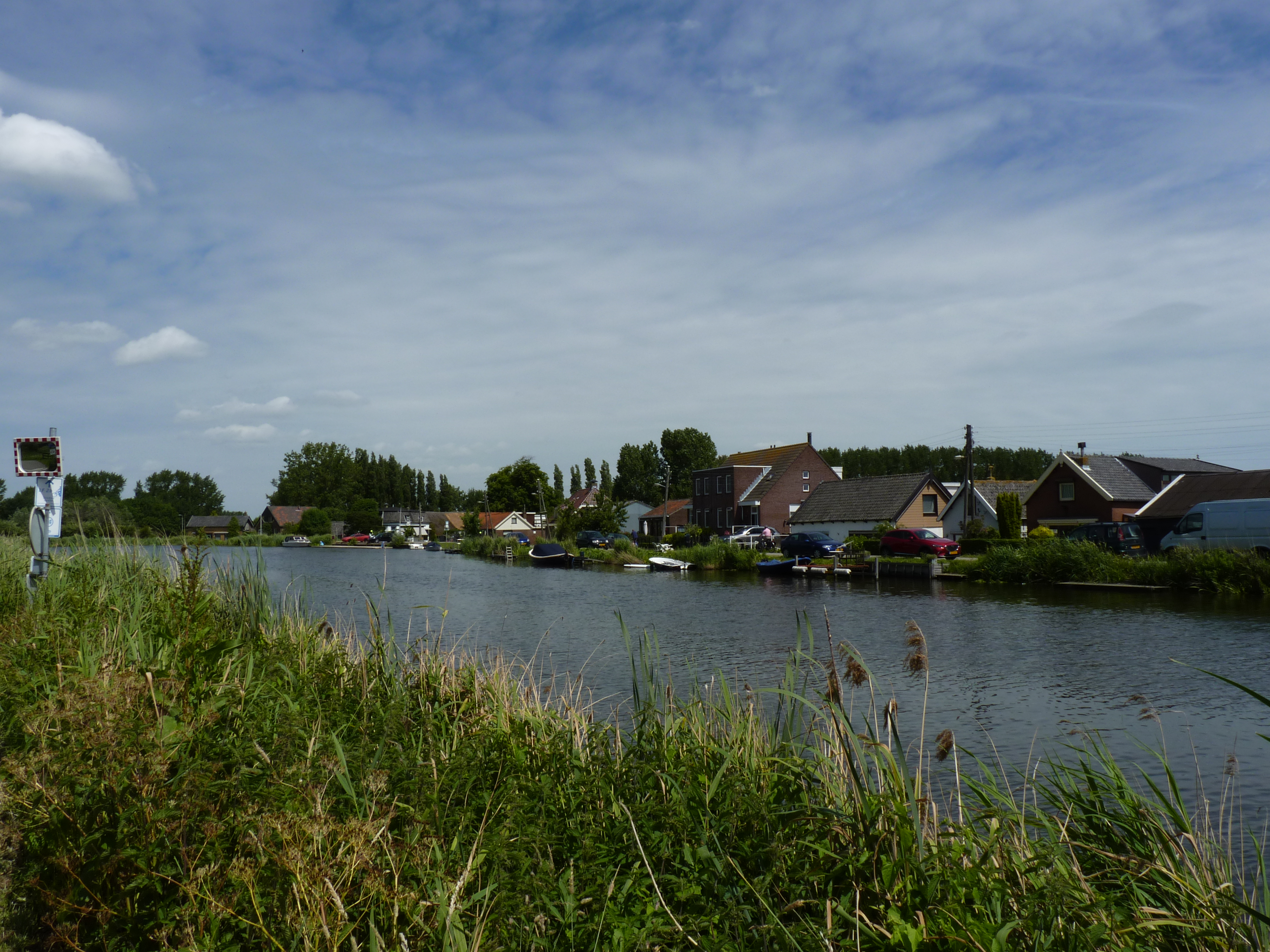
Oud Verlaat vanaf de overkant van de Rotte
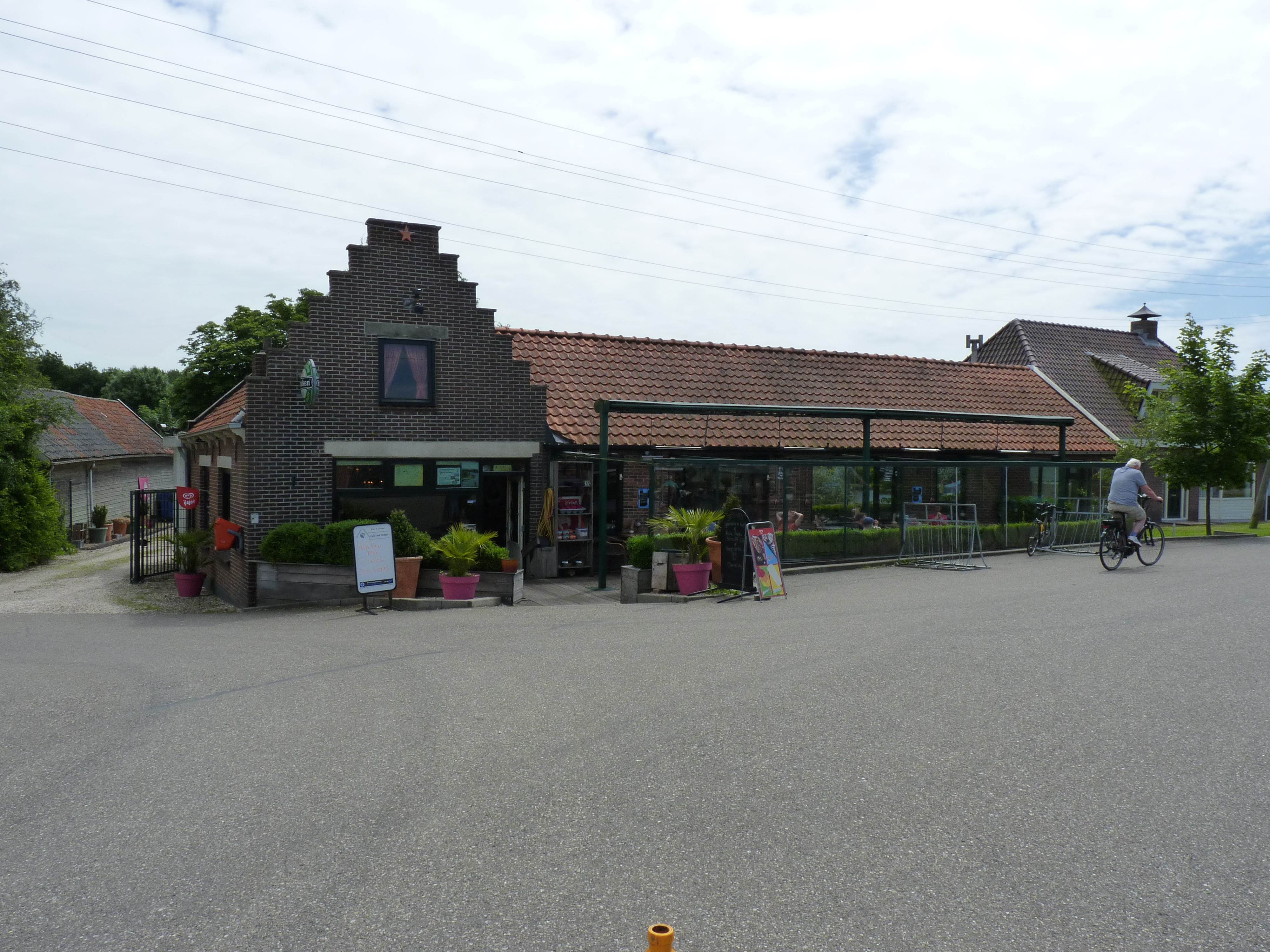
Café Oud Verlaat
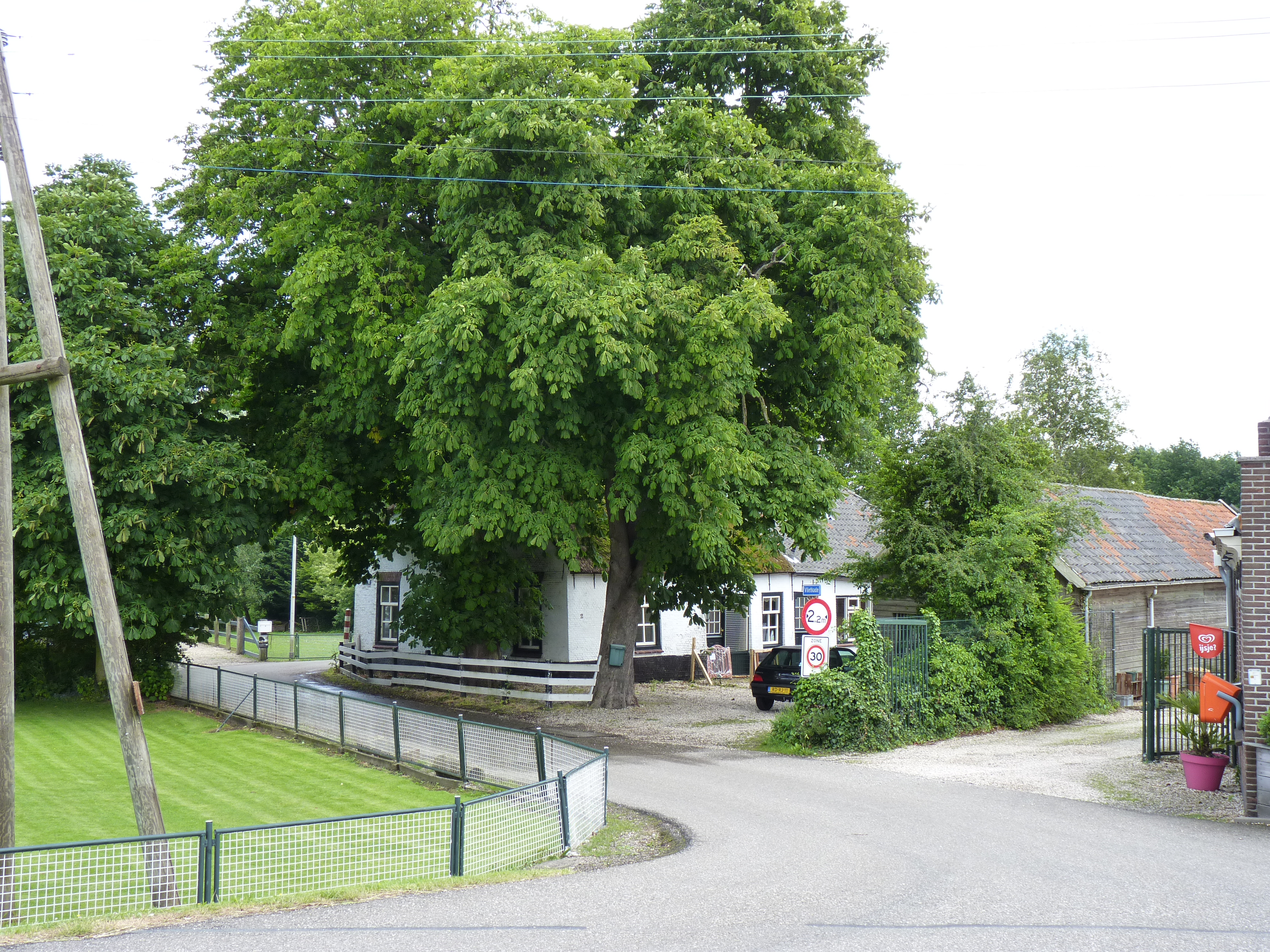
De gevaarlijke hoek aan het begin van de Vlietkade
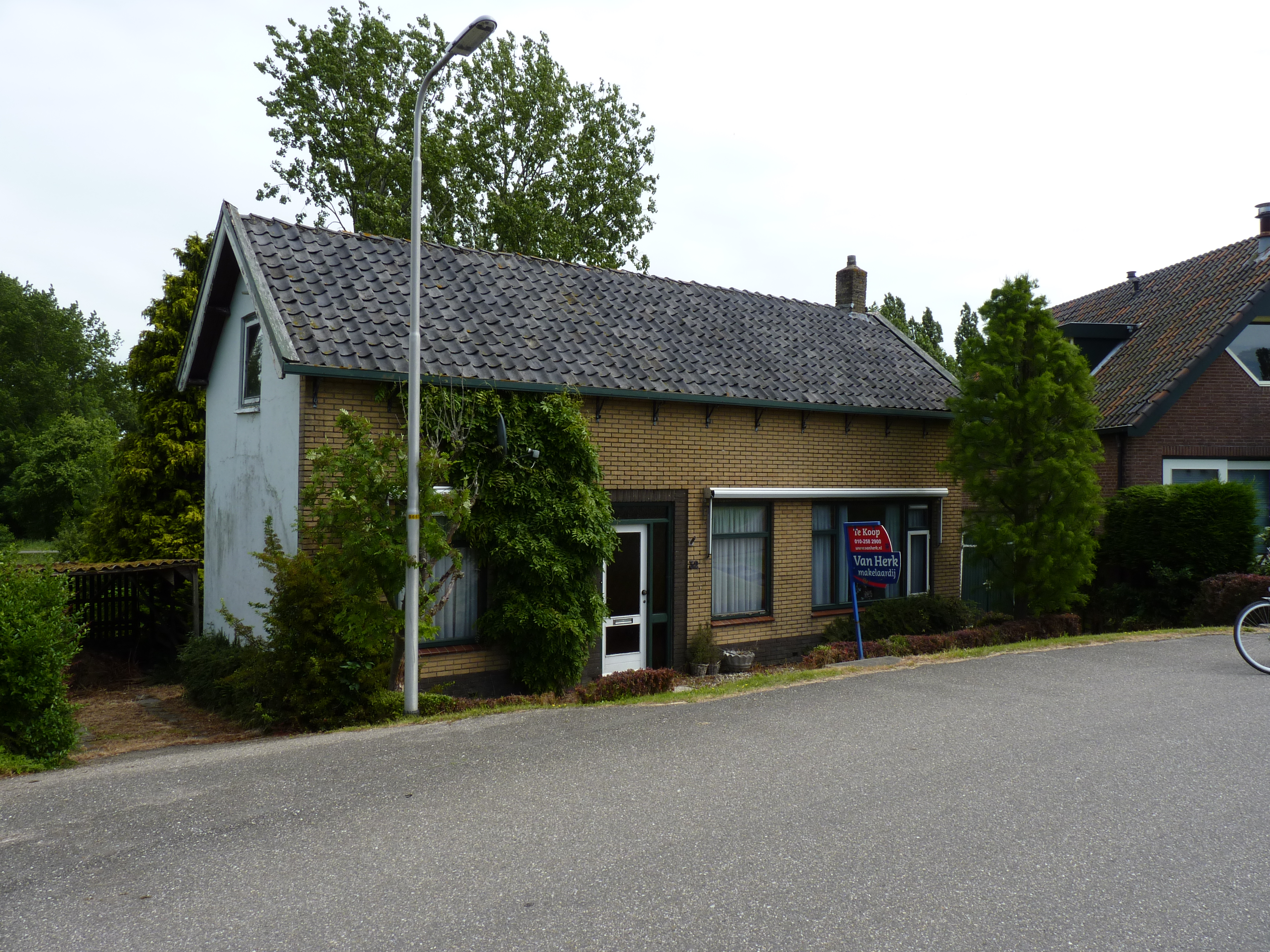
De voormalige onderwijzerswoning van de oude openbare school
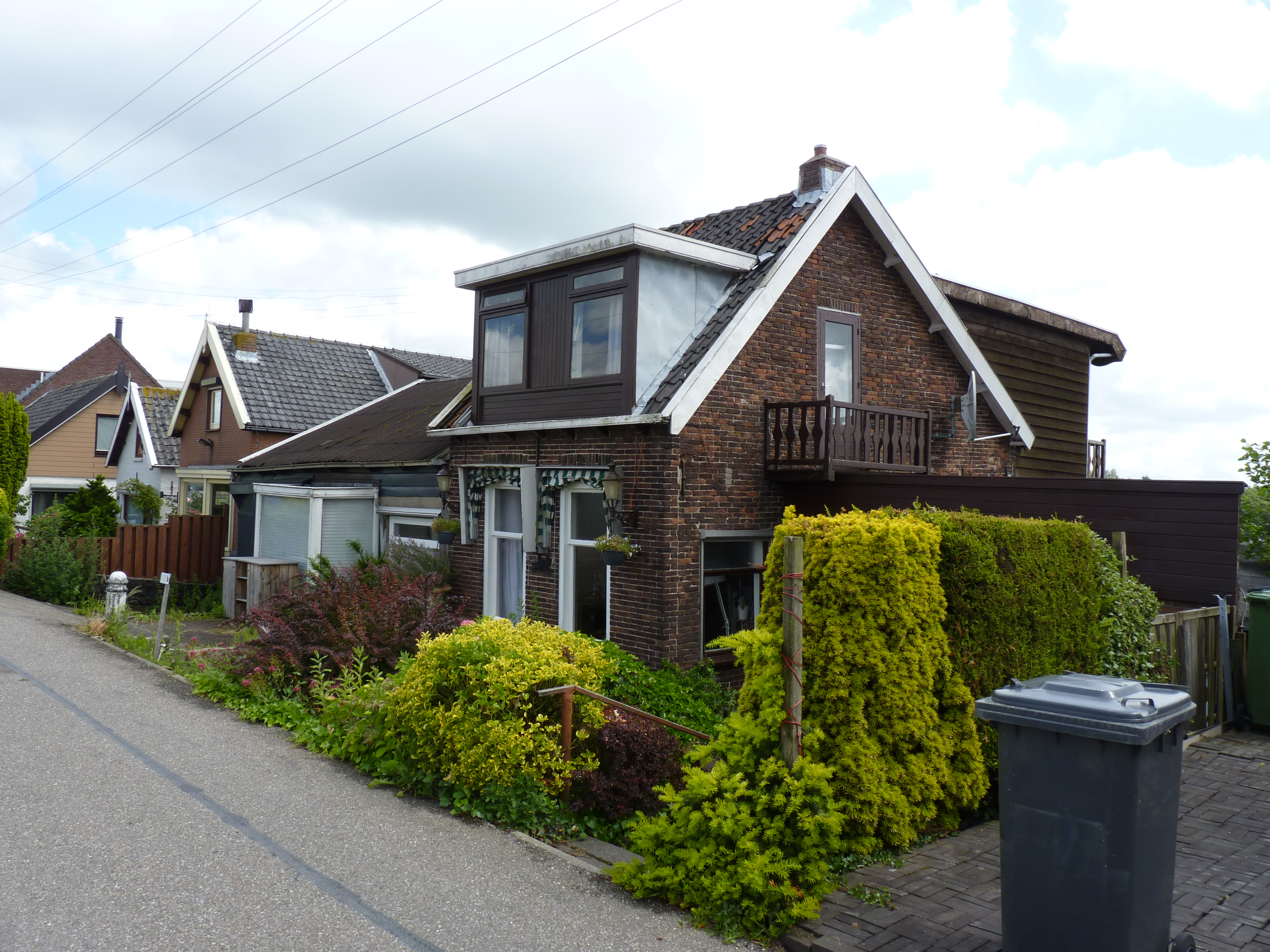
De voormalige smederij van H. de Koning